# Benzopiran
Benzopiranul este un compus heterociclic format prin legarea unui nucleu de benzen cu unul de piran. Conform nomenclaturii IUPAC, se poate folosi și denumitea de cromen, însă denumirile sistematice de tipul 2H-1-benzopiran sunt preferate pentru cromen, izocromen, croman, izocroman și analogii acestora cu calcogeni.

## Izomeri
Izomerii benzopiranului (pe baza orientării nucleelor în urma fuziunii) sunt:
- 1-benzopran sau cromen
- 2-benzopran sau izocromen

Fiecare prezintă următorii izomeri structurali:
| 2H-cromen (2H-1-benzopiran) | 4H-cromen (4H-1-benzopiran) |
| 5H-cromen                   | 7H-cromen                   |
| 8aH-cromen                  |                             |

| 1H-izocromen (1H-2-benzopiran) | 3H-izocromen (3H-2-benzopiran) |